# Pulo Anna
La municipalité de Pulo Anna, également appelée Puro du nom de l'île sur laquelle elle se trouve, est une des quatre municipalités de l'État de Sonsorol.

## Géographie
L'unique village de la municipalité, et de l'île, se situe à l'ouest de l'île, aux abords d'un petit lac.

## Administration
L'article XI, section 1 de la Constitution de l'État de Sonsorol constitue l'île de Puro en municipalité.

## Population et société

### Démographie
| 1860 | 1870 | 1900 | 1906 | 1909 | 1935 | 2000 | 2003 | - |
| ---- | ---- | ---- | ---- | ---- | ---- | ---- | ---- | - |
| 100  | 100  | 150  | 43   | 44   | 19   | 10   | 19   | - |

### Éducation
L'école de Pulo Anna a été fondée en 1972. Elle compte 5 élèves en 2017, un professeur et un cuisinier.

### Langue
On y parle sonsorolais.

## Économie
L'île ne propose aucun service et les activités se résume à la pêche et la culture de subsistance.

## Sources